# I-20 (래퍼)
I-20(본명: Bobby Sandimanie)는 미국의 랩가수이다. 'Infamous 20'를 줄인 약자이며, 첫앨범인 'Self Explanatory'로 빌보드 200에서 5위를 기록했다. 2009년 그의 두 번째 앨범인 'Blood in the Water'가 발매될 예정이다. 현재 미국 힙합레이블 루다크리스가 이끄는 D.T.P Record, 데프잼 레코드 소속이다.
그의 아들은 래퍼 “destroy lonely”(본명: bobby sandimanie iii)로 알려져있다.

## 앨범

### 정규 앨범
Self Explanatory (2004)
Blood in the Water (2009)

### 합작 앨범
Golden Grain (2002)

### 싱글
- "Break Bread" (featuring Ludacris and Bone Crusher) (2004)
- "Fightin' in the Club" (featuring Chingy, Lil Fate and Tity Boi) (2004)
- "Really Like Her" (featuring Ludacris and Rocko) (2008)
- "Down South" (2008)